# Jungo Fujimoto
Jungo Fujimoto (藤本 淳吾, Fujimoto Jungo, Yamato, 24 maart 1984) is een Japans voetballer die als middenvelder speelt.

## Carrière
Jungo Fujimoto speelde tussen 2005 en 2010 voor Shimizu S-Pulse. Hij tekende in 2011 bij Nagoya Grampus.

## Japans voetbalelftal
Jungo Fujimoto debuteerde in 2007 in het Japans nationaal elftal en speelde 13 interlands, waarin hij 1 keer scoorde.

## Statistieken
| Japans voetbalelftal | Japans voetbalelftal | Japans voetbalelftal |
| Jaar                 | Wed.                 | Dlp.                 |
| -------------------- | -------------------- | -------------------- |
| 2007                 | 4                    | 0                    |
| 2008                 | 0                    | 0                    |
| 2009                 | 0                    | 0                    |
| 2010                 | 2                    | 0                    |
| 2011                 | 4                    | 0                    |
| 2012                 | 3                    | 1                    |
| Totaal               | 13                   | 1                    |